# Бермудский фунт
Бермудский фунт — валюта Бермудских островов, действовавшая до 1970 года, делившаяся на 4 кроны или 20 шиллингов, или 240 пенсов и приравненная к фунту стерлингов. Монета номиналом в 1 крону (5 шиллингов) чеканилась из серебра в 1959 и 1964 годах.

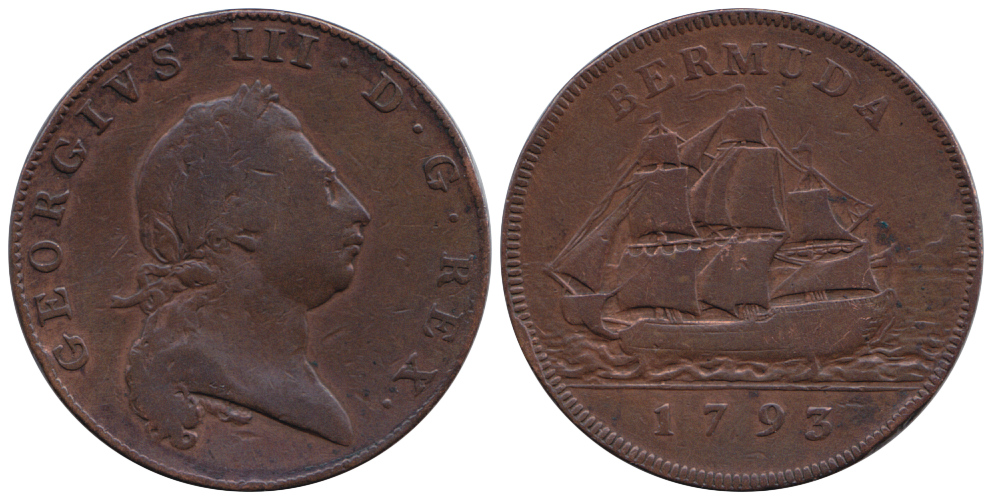
Пенни 1793 года - одна из первых монет, отчеканенных для Бермудских островов на монетном дворе Сохо в Хэндсворте (Великобритания). Медь.

Золотое содержание бермудского фунта по данным МВФ по состоянию на 18 декабря 1946 года было 3,158134 грамм чистого золота. Золотое содержание и паритет к доллару США изменялись соответственно изменениям фунта стерлингов.
С 6 февраля 1970 года вместо бермудского фунта был введён бермудский доллар.